# بيل والش (منتج)
بيل والش (بالإنجليزية: Bill Walsh)‏ هو منتج أفلام وكاتب وكاتب سيناريو ومخرج أمريكي، ولد في 30 سبتمبر 1913 في نيويورك في الولايات المتحدة، وتوفي في 27 يناير 1975 في لوس أنجلوس في الولايات المتحدة.

## وصلات خارجية
- بيل والش على موقع IMDb (الإنجليزية)
- بيل والش على موقع ألو سيني (الفرنسية)
- بيل والش على موقع أول موفي (الإنجليزية)
- بيل والش على موقع قاعدة بيانات الأفلام السويدية (السويدية)
- بيل والش على موقع قاعدة بيانات الفيلم (الإنجليزية)
- بيل والش على موقع كينوبويسك (الروسية)